# Послы Армении
Послы Армении в России:
1. Юрий Мкртумян (1994—1997)
2. Гагик Шахбазян (1997—1999)
3. Сурен Саакян (1999—2002)
4. Армен Смбатян (2002—2010)
5. Олег Есаян (2010—2017)
6. Вардан Тоганян (2017—2022)
7. Вагаршак Арутюнян (2022—2024)
8. Гурген Арсенян (с 2024)

Послы Армении в США:
1. Александр Арзуманян (1992—1993)
2. Рубен Шугарян (1993—1999)
3. Арман Киракосян (1999—2005)
4. Татул Маргарян (2005—2014)
5. Тигран Саркисян (2014—2016)
6. Григор Ованнисян (2016—2018)
7. Варужан Нерсесян (2019—2021)
8. Лилит Макунц (с 2021)

Послы Армении в Иране:
1. Ваган Байбуртян (1994—1998)
2. Гегам Гарибджанян (1999—2004)
3. Карен Назарян (2005—2009)
4. Григор Аракелян (2009—2015)
5. Арташес Туманян (2015—2021)
6. Арсен Авагян (с 2021)[1]

Послы Армении в Туркменистане и Таджикистане:
1. Арам Григорян (1994—2007)
2. Владимир Бадалян (2008—2018)

Послы Армении в Литве, Латвии и Эстонии (до 2011 г. функции по совместительству исполнялись послами в Польше):
1. Ара Айвазян (2011—2016)

Послы Армении в Казахстане, Кыргызстане и Афганистане:
1. Василий Казарян (2008—2013)
2. Ара Саакян (2013—2018)

Послы Армении в Китае:
1. Азат Мартиросян (1996—2001) сначала в.п
2. Василий Казарян (2001—2007)
3. Ваагн Мовсисян (2007—2008)
4. Армен Саргсян (2008—2016)
5. Сергей Манасарян (с 2016)

Послы Армении в Сирии:
1. Аршак Поладян (2007—2018)

Послы Армении в Японии:
1. Грант Погосян (2012—2021)
2. Арег Ованнисян (с 2021)

Послы Армении в Аргентине:
1. Владимир Кармиршалян (2006—2012)
2. Ваагн Меликян (2012—2014)
3. Алексан Арутюнян (2014—2016)
4. Эстер Мкртумян (2017—2021)

Послы Армении в Ливане:
1. Арег Ованнисян (2001—2006)
2. Ашот Кочарян (2009—2018)
3. Ваагн Атабекян (с 2018)

Послы Армении в ОАЭ и Катаре:
1. Аршак Поладян (2000—2006)
2. Ваагн Меликян (2006—2012)
3. Гегам Гарибджанян (2012—2018)

Послы Армении в Испании:
1. Эдуард Ходжаян (1999—2004)
2. Хорен Тертерян (2010—2014) в.п в Испании
3. Авет Адонц (2014—2019)
4. Владимир Кармиршалян (с 2019)

Послы Армении во Франции и Андорре:
1. Эдвард Налбандян (2000—2008)
2. Виген Читечян (2008—?)
3. Асмик Толмаджян (с 2018)

Послы Армении в Италии, Сан-Марино и Португалии:
1. Гагик Багдасарян (1995—2005) сначала в.п
2. Рубен Шугарян (2005—2008)
3. Рубен Карапетян (2009—2012)
4. Саргис Казарян (2012—2016)
5. Цовинар Амбарцумян (с 2020)

Послы Армении в Швейцарии:
1. Зограб Мнацаканян (2002—2008)
2. Шарль Азнавур (2009—2018)
3. Асмик Толмаджян (2014—2018)
4. Андраник Ованнисян (с 2019)

Послы Армении в Бразилии:
1. Ашот Егиазарян (2010—2014)
2. Ашот Галоян (2014—2020)
3. Арман Акопян (с 2020)

Послы Армении в Нидерландах:
1. Дзюник Агаджанян (2011—2018)
2. Гарегин Мелконян (2018)
3. Тигран Балаян (с 2018)

Послы Армении в Болгарии:
1. Севда Севан (1994—2005)
2. Сергей Манасарян (2005—2010)
3. Арсен Сгоян (2010—2016)
4. Армен Саргсян (с 2016)
5. Армен Едигарян (с 2020)

Послы Армении в Румынии:
1. Геворг Казинян (1994—1997)
2. Карине Казинян (1997—2001)
3. Егише Саргсян (2001—2010)
4. Гамлет Гаспарян (2010—2017)
5. Сергей Минасян (с 2017)

Послы Армении в Германии:
1. Феликс Мамиконян (1994—1997)
2. Ашот Восканян (1997—2001)
3. Карине Казинян (2001—2009)
4. Армен Мартиросян (2009—2013)
5. Ваган Ованнисян (2014)
6. Ашот Смбатян (2015—?)

- Виктор Енгибарян (с 2021)

Послы Армении в Чехии:
1. Тигран Сейранян (2011—2018)

Послы Армении в Украине:
1. Тигран Сейранян (2018—2021)